# Castelmayran
Castelmayran – miejscowość i gmina we Francji, w regionie Oksytania, w departamencie Tarn i Garonna.
Według danych na rok 1990 gminę zamieszkiwało 771 osób, a gęstość zaludnienia wynosiła 48 osób/km² (wśród 3020 gmin regionu Midi-Pireneje Castelmayran plasuje się na 429. miejscu pod względem liczby ludności, natomiast pod względem powierzchni na miejscu 719.).